# Пустиня (Нюксенський район)
Пусти́ня (рос. Пустыня) — присілок у складі Нюксенського району Вологодської області, Росія. Входить до складу Городищенського сільського поселення.

## Населення
Населення — 120 осіб (2010; 151 у 2002).
Національний склад (станом на 2002 рік):
- росіяни — 100 %